# 芭比之蝴蝶仙子
《芭比之蝴蝶仙子》（英語：Barbie Mariposa and Her Butterfly Fairy Friends）是環球影業於2008年2月26日以DVD的形式發售的錄影帶首映動畫作品。該作為芭比動畫系列的第12部電影，是《芭比夢幻仙境之魔法彩虹》（2007年）的全新原創續作。
台灣於2008年3月13日由得利影視股份有限公司代理發行DVD，2009年7月9日再版發行。之後於2014年7月16日由傳訊時代多媒體股份有限公司再版發行DVD。
香港於2008年2月28日由洲立影視有限公司代理發行VCD和DVD。
中国大陆由中国录音录像出版总社出版，中录华纳家庭娱乐有限公司发行DVD。之后又由新汇集团上海声像出版社有限公司再版发行。

## 劇情概要
一天夜晚，咇寶在魔法草原上用果實和葉子做了一個狄絲的人偶，還有幾個狄絲的朋友。咇寶準備要和狄絲去旅行，它很擔心和狄絲的朋友們不能很好地相處，所以想取消旅程。於是愛莉娜知道後，為了鼓勵它，給它講起了她的好朋友蝴蝶仙子瑪莉波莎的故事……
瑪莉波莎住在一個很遙遠的精靈王國，是一個很偏僻的王國，與夢幻仙境是兩個完全不同的地方。王國的周圍被史奇賽給包圍着，这些贪婪的史奇賽一心只想吃掉蝴蝶仙子。每到晚上，蝴蝶仙子們就躲起來，以防被史奇賽發現。直到有一天，一位名叫瑪拉貝拉的魔法仙子點亮了所有的花朵，只要她一天還活着，燈光就永遠不會被熄滅，於是蝴蝶仙子們推舉瑪拉貝拉成為他們的女王，有了這些燈光的保護，害怕光亮的史奇賽就不敢接近這裡。
瑪莉波莎和她的好朋友薇拉是姐妹花蕊娜和蕊拉的侍女，時刻在她們的使喚下忙碌地工作着。瑪莉波莎非常喜歡閱讀和幻想，她覺得自己在精靈王國沒有存在感和價值，希望能去看看精靈王國以外的世界。而蕊娜和蕊拉卻驕傲自大，只想把自己給打扮得漂漂亮亮，妄想着要嫁給卡勒斯王子。瑪拉貝拉女王的侍女漢娜為了得到精靈王國的王位，於是她和史奇賽相互勾結，毒害了瑪拉貝拉女王，導致燈光的光源開始逐漸減弱并熄滅，只有一種名叫伊利歐的傳說中的解藥才能拯救瑪拉貝拉女王。卡勒斯王子拿着地圖打算去冒險尋找解藥，但加斯特斯為了保護他的安全，正在派人到處找他，打算把他給軟禁起來，於是卡勒斯王子就把尋找解藥的重任交給了熟知星象的瑪莉波莎，使她成為了拯救精靈王國的唯一機會。瑪莉波莎和蕊娜、蕊拉一起踏上了尋找解藥的冒險之路。在路上她們遭遇到了史奇賽，并失去了地圖，不過在瑪莉波莎的帶領下，她們成功逃脫了史奇賽的追趕。之後她們又順着射手座指引的方向来到了擁有解药的地方，在這裡她們遇到了白兔精靈辛希，并以精靈爆米花作為報酬，讓辛希帶領她們去尋找解藥。在辛希的帶領下，她們吃下精靈棉花糖味道的蘆葦果實，在水下找到了美人魚，打算讓美人魚告知她們解藥的具體位置，然而美人魚卻對她們的問題避而不答，蕊娜和蕊拉知道她們想要好處，所以開始質問她們，於是美人魚要求以小人魚的枕頭作為報酬才會答應幫助她們。蕊娜想到了好主意，她用海草包成枕頭去替換小人魚的枕頭，沒想到的是海草讓小人魚打了個噴嚏，導致小人魚醒來後哇哇大哭，小人魚們的啼哭聲吵醒了海怪，海怪開始追着她們到處亂跑，得到小人魚枕頭的美人魚答應幫助她們，帶領她們甩掉了海怪，來到了通往解藥所在之處的隧道。與此同時，薇拉看到了瑪莉波莎給她留下的手信，於是薇拉開始行動去尋找卡勒斯王子，卻在宮殿里意外地發現漢娜正在給瑪拉貝拉女王下毒，於是她又跟着加斯特斯來到了軟禁卡勒斯王子的地方，並從加斯特斯那裡竊得鑰匙將王子救了出來。薇拉把漢娜毒害女王的事告訴了卡勒斯王子，於是他們兩人秘密跟蹤漢娜，打算獲得更多證據。
瑪莉波莎她們順着水中的隧道來到了另一個地方，她們進入怪獸嘴中的洞穴，發現裡面到處都是睡着了的史奇賽。最终她们在辛希的幫助下擺脫了史奇賽，来到了洞穴的尽头—迷惑之地，在這裡她們遇到了精靈史派克，於是精靈史派克開始一個一個的考驗她們，直到她們自願一個一個的留下來，最後剩下瑪莉波莎一個人做出正確的選擇。瑪莉波莎在星座群中找到了射手座，并從射手座弓箭所指向的地方發現了一顆獨立的星星，無論她的幻影再怎麼迷惑她，瑪莉波莎始終堅持自我，她說孤獨的星星雖然和其它星星合不來，但這並不表示它就沒有意義，每顆星星都有它的存在價值，不需要融入其它星系來證明自己的重要性，只用做自己就行了。於是瑪莉波莎指着那顆星星，確定了那顆星星就是她要找的解藥，於是星星發出光芒來到瑪莉波莎的手上，變成了一朵白百合花。精靈史派克將被留下的蕊娜、蕊拉和辛希釋放了出來，并用魔法把她们送回了精靈王國。卡勒斯王子和薇拉在燈光快要完全熄滅之前，在加斯特斯面前揭發了漢娜的陰謀，露出真面目的漢娜率領史奇賽企圖吃掉所有蝴蝶仙子，皇家侍衛和小精靈們使用漢娜的毒藥所製作的光球開始奮力反抗。就在光球用盡之時，瑪莉波莎她們及時趕到，得知了原來是漢娜毒害了瑪拉貝拉女王，於是瑪莉波莎拿着解藥赶到宫殿里去拯救瑪拉貝拉女王，在途中解藥被漢娜給搶走，又在小精靈的幫助下奪了回來，瑪莉波莎立即把解藥湊向瑪拉貝拉女王的鼻子，沒一會又被漢娜給搶走了，還把解藥的花瓣給全部拔掉，於是最後一個燈光熄滅了。正在漢娜得意忘形之時，令她意外的是燈光馬上又亮了起來，瑪拉貝拉女王甦醒過來。看着燈光全部被重新點亮，慌亂竄逃的史奇賽和氣急敗壞的漢娜一起逃出了精靈王國，下落不明。瑪拉貝拉女王專門為瑪莉波莎、蕊娜、蕊拉、辛希和薇拉舉辦了嘉獎大會，以感謝她們用英勇和智慧拯救了精靈王國。
愛莉娜給咇寶講完故事後，天也亮了。狄絲帶領着它的朋友蝴蝶仙子小精靈們前來接咇寶一起去旅行，咇寶告別了愛莉娜，和狄絲它們一起開心地飛去。

## 配音演員
| 角色                            | 英語原聲          | 國語配音 | 國語配音 | 國語配音 |
| 角色                            | 英語原聲          | 中国大陆 | 台湾     | 广东话   |
| ------------------------------- | ----------------- | -------- | -------- | -------- |
| 瑪莉波莎（Mariposa）            | 恰拉·赞尼         | 邵凯莉   | 錢欣郁   | 賴芸芬   |
| 薇拉（Willa）                   | 塔碧莎·卓曼       | 谢佳     | 許雲雲   | 麥智鈞   |
| 蕊娜（Rayna）                   | 凱斯琳·巴爾       | 李霞     | 傅其慧   | 黃紫嫻   |
| 蕊拉（Rayla）                   | 艾琳·馬修斯       | 樊维思   | 林美秀   | 鄭佩嘉   |
| 漢娜（Henna）                   | 妮可·奧利佛       | 赵冰冰   | 王瑞芹   | 郭碧珍   |
| 卡勒斯王子（Prince Carlos）     | 亚历山卓·朱利安尼 | 黎泓和   | 陳宏瑋   | 陳仕文   |
| 辛希（Zinzie）                  | 凱西·薇瑟樂克     | 周莹     | 李悅寧   | 林寶怡   |
| 加斯特斯（Lord Gastrous）       | 阿里斯塔爾·阿貝爾 | 李宗强   | 孫誠     | 周志輝   |
| 愛莉娜（Elina）                 | 凱莉·謝里丹       | 锺薇     | 李直平   | 潘芳芳   |
| 咇寶（Bibble）                  | 李·托克卡         | 原聲     | 原聲     | 原聲     |
| 狄絲（Dizzle）                  | 凱西·薇瑟樂克     | 原聲     | 原聲     | 原聲     |
| 史奇賽1（Skeezite #1）          | 泰瑞·克拉森       | 赵威     | 陳國偉   | 楊耀泰   |
| 史奇賽2（Skeezite #2）          | 李·托克卡         | 蔡济生   | 夏治世   | 李建良   |
| 皇家侍衛（Royal Guard）         | 大衛·凱伊         | 赵威     | 夏治世   | 李建良   |
| 精靈史派克（Fairy Speck）       | 凱西·薇瑟樂克     | 苏柏丽   | 孫若瑜   | 邵美君   |
| 瑪拉貝拉女王（Queen Marabella） | 簡·巴爾           | 苏柏丽   | 孫若瑜   | 邵美君   |
| 安娜美妮（Anemone）             | 簡·巴爾           | 赵冰冰   | 郭馨雅   | 杜雯惠   |
| 卡羅（Coral）                   | 塔碧莎·卓曼       | 谢佳     | 姚敏敏   | 林小寶   |

## 配音譯製人員
中国大陆國語版工作人員
- 翻译：杨耀泰
- 导配：蔡济生
- 混音：袁定业
- 制作助理：赵律忻
- 统筹：关惠霞
- 录制：创声配音制作有限公司

廣東話版工作人員
- 翻譯：楊耀泰
- 導配：謝月美
- 混音：袁定業
- 製作助理：趙律忻
- 統籌：關惠霞
- 錄製：創聲配音製作有限公司

台灣國語版工作人員
- 翻譯：蕭澤翎
- 聲音導演：孫若瑜
- 錄音師：林啓榮
- 混音師：黃年永
- 技術總監：陳國偉
- 錄製：偉憶數位科技股份有限公司

## 備註
1. 1 2  依照芭比之夢幻仙境系列電影故事發生的時間次序。
2. 1 2  依照芭比系列電影上映次序。

## 資料來源
1. ↑  . IMDb.COM. 2022-01-23  [2022-01-23]. （原始内容存档于2022-01-23）.
2. ↑  . 2022-01-23  [2022-01-23]. （原始内容存档于2022-01-23）.
3. ↑  . 2022-01-23  [2022-01-23]. （原始内容存档于2022-01-23）.
4. ↑  . 2022-01-23  [2022-01-23]. （原始内容存档于2022-01-23）.
5. ↑  . 2022-01-23  [2022-01-23]. （原始内容存档于2022-01-05）.
6. ↑  . 2022-01-23  [2022-01-23]. （原始内容存档于2022-01-23）.
7. ↑  . 2022-01-23  [2022-01-23]. （原始内容存档于2022-01-23）.

## 外部鏈接
- 蝴蝶仙子芭比 Barbie Mariposa (DVD) - 傳訊時代多媒體 （页面存档备份，存于）（繁體中文）
- 蝴蝶仙子芭比 （页面存档备份，存于） - 環球影業家庭娛樂（英文）
- 在Netflix上觀看《芭比之蝴蝶仙子》
- 互联网电影数据库（IMDb）上《芭比之蝴蝶仙子》的资料（英文）
- 豆瓣电影上《芭比之蝴蝶仙子》的資料 （简体中文）
- AllMovie上《芭比之蝴蝶仙子》的资料（英文）
- 爛番茄上《芭比之蝴蝶仙子》的資料（英文）